# 60 км (колійний пост)
60 кіломе́тр — залізничний колійний пост Криворізької дирекції Придніпровської залізниці на електрифікованій лінії Апостолове — Запоріжжя II між станціями Тік (2 км) та Підстепне (6 км). Розташований поблизу селища Тік Криворізького району Дніпропетровської області.
Через колійний пост 60 км прямують приміські електропоїзди Криворізького та Нікопольського напрямків, проте не зупиняються.